# Willi Herr
Wilhelm Ludwig „Willi“ Herr (* 2. März 1912 in Heilbronn; † 28. Februar 1970 in Berlin) war ein deutscher Kommunist, Interbrigadist und späterer Journalist und Funktionär der Sozialistischen Einheitspartei Deutschlands (SED) in der Deutschen Demokratischen Republik (DDR). Er war bis 1961 im Rang eines Majors hoher Funktionär der paramilitärischen Gesellschaft für Sport und Technik (GST).

## Leben

### Aktivist der KPD und Exil
Herr, Sohn eines Arbeiters, besuchte bis 1920 die Volksschule in Kornwestheim und wechselte dann auf die Realschule in Ludwigsburg, die er 1926 wegen „politischer Propaganda“ ohne Abschluss verlassen musste. Im selben Jahr trat er in den Kommunistischen Jugendverband Deutschlands (KJVD) ein und begann eine Lehre als Mechaniker, die er 1929 abschloss. Im selben Jahr wurde er Mitglied der Kommunistischen Partei Deutschlands (KPD).
Nach dem Abschluss seiner Lehre wurde Herr arbeitslos und engagierte sich stark in der KPD. Im Januar 1931 wurde er verhaftet und inhaftiert. Im Dezember desselben Jahres gelang ihm die Flucht aus dem Gefängnis. Die kommenden Monate hielt er sich illegal in Stuttgart und Berlin auf.
Im März 1932 floh Herr unter falschem Namen in die Sowjetunion, ließ sich in Stalingrad nieder, wurde Mitglied des Komsomol und begann als Fräser in einem Betrieb namens „Barrikade“ zu arbeiten. Nach der Machtübernahme der Nationalsozialisten in Deutschland 1933 wurde Herr in Abwesenheit wegen „Hochverrats“ zu sieben Jahren Gefängnis verurteilt.
Von 1932 bis 1936 war Herr Student der Kommunistischen Universität der nationalen Minderheiten des Westens (KUNMS), einer Ausbildungsstätte für künftige westeuropäische kommunistische Funktionäre.
Im Oktober 1936 meldete sich Herr freiwillig zum Einsatz im Spanischen Bürgerkrieg und wurde Kommissar in der XI. Internationalen Brigade. Er wurde mehrfach verwundet und erblindete auf einem Auge. Nach der Niederlage der republikanischen Kräfte war Herr im Februar und März 1939 im französischen Lager Argelés-sur-Mer interniert. Im April 1939 gelangte er mit einem sowjetischen Schiff zurück in die UdSSR.
Bis 1941 war Herr Betreuer und Übersetzer für spanische Emigranten in Rostow am Don. Nach dem Überfall Nazideutschlands auf die Sowjetunion 1941 war Herr in der Sonderfahndungsliste der Geheimen Staatspolizei (Gestapo) erfasst und floh in den Kaukasus. Dort war er zeitweise als Dreher tätig und wurde dann bis 1945 als Instrukteur in verschiedenen Lagern für deutsche Kriegsgefangene eingesetzt. 1946 bis 1949 war er Lektor, dann Sektorenleiter und ab Juli 1948 stellvertretender Leiter der Kriegsgefangenenschule in Taliza.

### Redakteur und Funktionär in der DDR
Am 4. November 1949 kehrte Herr nach Deutschland zurück, wurde Mitglied der SED und Referent der Abteilung Parteischulung beim Zentralkomitee der SED. 1951/52 war er redaktioneller Mitarbeiter der Parteizeitschrift Einheit und dann bis 1955 Redakteur beim Berliner Rundfunk.
1952 bis 1954 war Herr Mitglied der Zentralen Betriebsparteiorganisation der SED im Staatlichen Rundfunkkomitee. 1955/56 war er Redakteur im Zentralorgan der Gesellschaft für Sport und Technik (GST), der Wochenzeitung Das Banner, und wissenschaftlicher Mitarbeiter im Museum für Deutsche Geschichte. 1956/57 durchlief er einen Offizierslehrgang in Berlin-Treptow und wurde Major. Nach längerer Krankheit und kurzzeitiger Tätigkeit als Sekretär der Kommission für wissenschaftlich-technischen Nachwuchs beim Berliner Magistrat wurde Herr 1961 pensioniert.

## Ehrungen
- 1962 Vaterländischer Verdienstorden (DDR)